# Edoardo Mancinelli Scotti
Edoardo Mancinelli Scotti es un deportista italiano que compitió en vela en la clase 470. Ganó una medalla de bronce en el Campeonato Europeo de 470 de 2009.

## Palmarés internacional
| \| Campeonato Europeo \| Campeonato Europeo \| Campeonato Europeo \| Campeonato Europeo \| \| Año \| Lugar \| Medalla \| Clase \| \| ------------------ \| ------------------ \| ------------------ \| ------------------ \| \| 2009 \| Traunsee (Austria) \| Medalla de bronce \| 470 \| |                    |                   |       |
| Campeonato Europeo |                    |                   |       |
| Año | Lugar              | Medalla           | Clase |
| 2009 | Traunsee (Austria) | Medalla de bronce | 470   |